# Krzywosądz (przystanek kolejowy)
Krzywosądz – zlikwidowany wąskotorowy przystanek osobowy w Krzywosądzu, w gminie Dobre, w powiecie radziejowskim, w województwie kujawsko-pomorskim, w Polsce. Został wybudowany w 1908 roku.